# 速水御舟

『炎舞』1924（大正14）年、山種美術館

速水 御舟（はやみ ぎょしゅう、1894年（明治27年）8月2日 - 1935年（昭和10年）3月20日）は、大正・昭和初期の日本画家である。本名は蒔田 栄一（まきた えいいち、後に母方の速水に改姓）。禾湖・浩然のち御舟と号す。オクイシェー・クーロンヌ勲章・赤十字二等名誉勲章受章。今村紫紅は兄弟子。
1894年（明治27年）8月2日、東京府東京市浅草区に生まれる。従来の日本画にはなかった徹底した写実、細密描写からやがて代表作『炎舞』のような象徴的・装飾的表現へと進んだ。長くない生涯に多くの名作を残し、『名樹散椿』（めいじゅちりつばき）は昭和期の美術品として最初に重要文化財に指定された。1935年（昭和10年）3月20日、腸チフスにより急逝した。40歳没。

## 生涯
1894年（明治27年）、質屋を営む蒔田良三郎・いとの次男として東京府東京市浅草区浅草茅町二丁目16番地（現在の東京都台東区浅草橋一丁目）に生まれる。
1905年（明治38年）、東京市立育英尋常高等小学校高等科2年に1900年に入学した私立篠塚尋常小学校から編入。少年期から画に興味を持ち、1908年（明治41年）に卒業すると、蒔田家近隣の容斎派の画家松本楓湖主宰の安雅堂画塾に入門した。画塾に入った理由は御舟が自宅の襖に描いた群鶏を楓湖の執事・神谷穀が見て感心し、画家にしたらどうかと入塾を勧めたからである。宋元古画、大和絵、俵屋宗達、尾形光琳などの粉本を模写する一方、同門の仲間で団栗会を結成。近郊を写生散歩して回った。
1909年（明治42年）1月、師の楓湖から禾湖（かこ）の号を授かる。楓湖は自称「なげやり教育」というユニークな教育方法で数百人と言われる門人を輩出した卓越した教育者だったが、御舟の才をいち早く見抜き、門人に写させる粉本も御舟には特別に良いものを与えるよう指示していたという。同年同月、母方の祖母である速水キクの養子となるが、ひき続き蒔田姓を名乗る。1910年（明治43年）3月の巽画会展に初めての展覧会出品となる『小春』を、5月の烏合会展には『楽人』を蒔田禾湖の名で出品。
1911年（明治44年）、巽画会展に『室寿の讌』（むろほぎのえん）を出品し、一等褒状を受け宮内省買い上げとなる。同年、同門兄弟子の今村紫紅に従い紅児会に入会。その後、御舟は紫紅から多大な影響を受けた。
1912年（明治45年）、号を自ら浩然（こうねん）と改める。
1913年（大正2年）、紅児会が解散する。その後、再興日本美術院展（院展）に活躍の場を移す。前年の文展落選作に加筆して巽画会展に出品した『萌芽』（東京国立博物館蔵）を、美術家のパトロン・コレクターとしても知られる実業家の原富太郎（三渓）が購入した。これを契機として原から援助を受けるようになり、原は以後、御舟の最大の後援者となる。
1914年（大正3年）1月、号を御舟と改め、この頃から速水姓を名乗る。同年、今村紫紅を中心とした美術団体・赤曜会を結成。その後、1916年（大正5年）に今村が死去するまで活動を続ける。1917年（大正6年）9月の第4回院展に『洛外六題』を出品し、横山大観、下村観山らに激賞され、川端龍子と共に日本美術院の同人に推挙された。
1919年（大正8年）、浅草駒形で線路に下駄が挟まり市電に轢かれ左足切断の災禍に見舞われる。しかし御舟の画に対する熱意には全く影響せず、その後も精力的に活動を続けた。
1921年（大正10年）、年長の友人で援助者でもあった資産家で芸術愛好者の吉田幸三郎の妹と結婚する。この頃、洋画家の岸田劉生の影響を受け、写実的な様式の静物画を描いた。陶磁器や果物などを材質感を備えた迫真の写実で描いた作品は、従来の日本画にはみられないものであった。
1925年（大正14年）夏、軽井沢に別荘を借りて一家で滞在中に代表作の1つである『炎舞』を完成させる。
1929年（昭和4年）、第16回院展に『名樹散椿』を出品。翌1930年（昭和5年）1月には、イタリア政府主催・大倉喜七郎男爵後援のローマ日本美術展覧会の美術使節として横山大観夫妻、大智勝観らと共に横浜港より船で渡欧し、ヨーロッパ各地およびエジプトを巡り、10月に帰国。この展覧会に『名樹散椿』を出品し、イタリア政府よりオクイシェー・クーロンヌ勲章を受章した。渡欧中、ジョットやエル・グレコに魅せられた。1931年（昭和6年）には、ドイツ・ベルリンで日本現代画展が開催され、出品作品が好評を博したため、ベルリン国立美術館に寄贈し、ドイツ政府より赤十字二等名誉勲章を受章した。
日本に帰国後も日本画の新しい表現方法を模索し続け、数々の名作を発表する。御舟の画業は、初期には新南画と言われた今村紫紅の影響を受け、琳派の装飾的画面構成や西洋画の写実技法を取り入れつつも、1つの様式にとどまることなく、生涯を通じて画風を変え、写実に装飾性と象徴性を加味した独自の画境を切り拓いた。そのため多くの美術家から日本画の将来の担い手として嘱望されていた。1935年（昭和10年）2月に発病し、3月16日に腸チフスと判明して日本赤十字病院入院後、3月20日に急逝した。40歳没。3月26日、世田谷区北烏山の妙高寺に葬られ、1940年（昭和15年）には御舟の墓に隣接して今村紫紅の墓が移された。

## 補足

### 号の由来
「御舟」の号の由来は、俵屋宗達の『源氏物語澪標関屋図屏風』（六曲一双、国宝）の見事さに感心し、その屏風に描かれた金銀の波上に浮かぶ「御舟」（貴人の乗る舟）からとったもの。また、速い水に舟を御すともとれる。

### その他
- 1918年（大正7年）頃の作品には、青を基調とした作品が多い。御舟はこの頃の自分を「群青中毒にかかった」という言葉で表現している。
- 関東大震災では多くの美術品も犠牲になったが、御舟の作品も例外ではない。横山大観らに激賞された『洛外六題』をはじめ、初期の傑作の多くが関東大震災によって遺失した。
- 御舟の早世は多くの美術家に惜しまれ、横山大観は「速水君の死は、日本の為に大きな損失である」と述べている。
- 御舟は画商から金を積まれても自分にモチベーションが出ない限り、絵を描かなかった。そんな御舟に画商は「蟻一匹でもいいから描いてくれ」と必死に頼み込み、やむなく御舟は大きなキャンバスに小さい蟻の絵を描いた。
- 御舟の落款は中国北宋の皇帝徽宗の痩金体に倣ったとされる。北大路魯山人は御舟に「君は絵はうまいが字は下手だ」と言った[15]。
- 義弟（妹・輝子の夫）は、陶磁器の目利きとして知られる北原大輔（1889年 − 1951年）[7]。

## 代表作

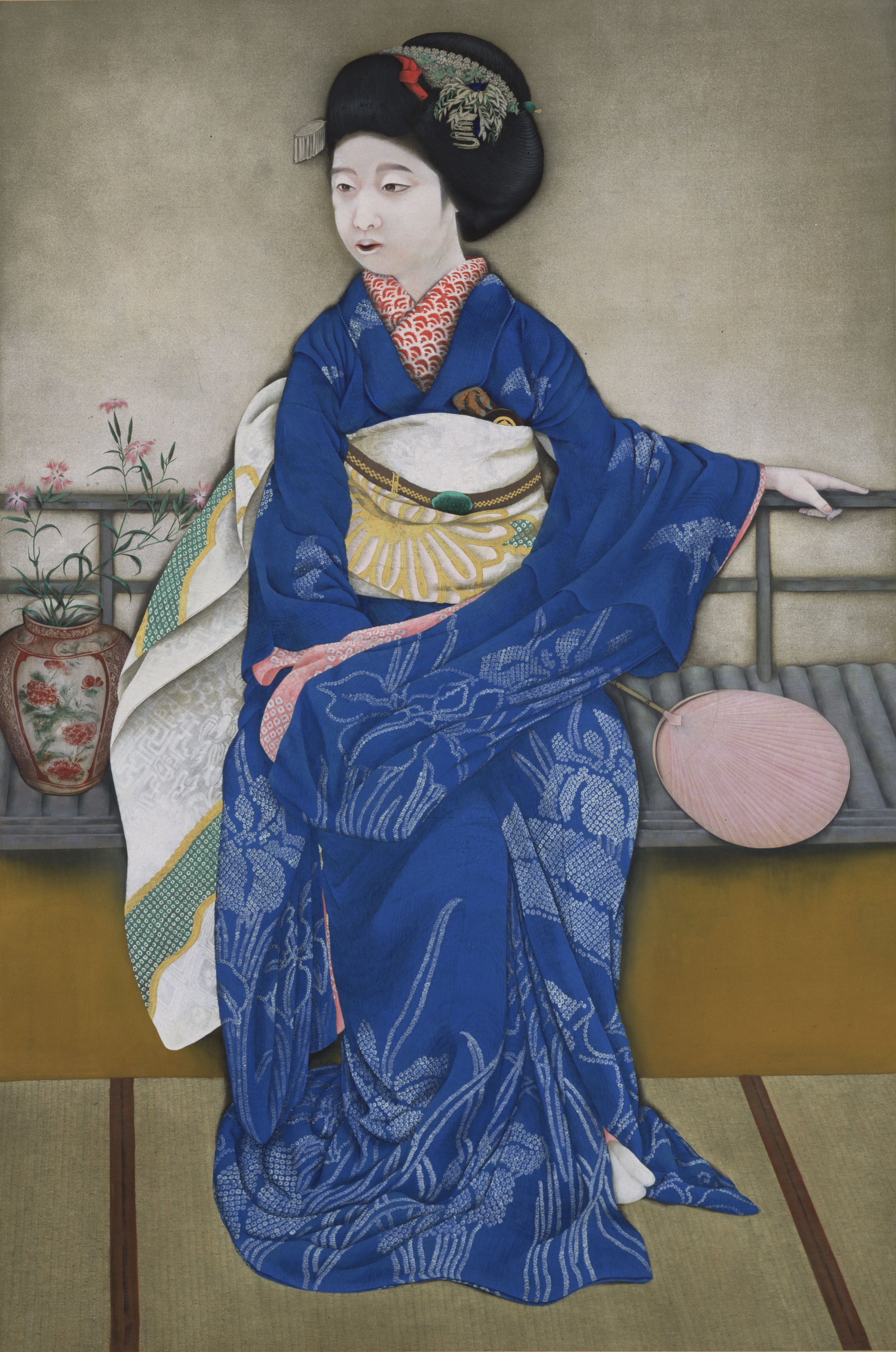
『京の舞妓』1920（大正9）年、東京国立博物館

『翠苔緑芝』1928（昭和3）年、山種美術館

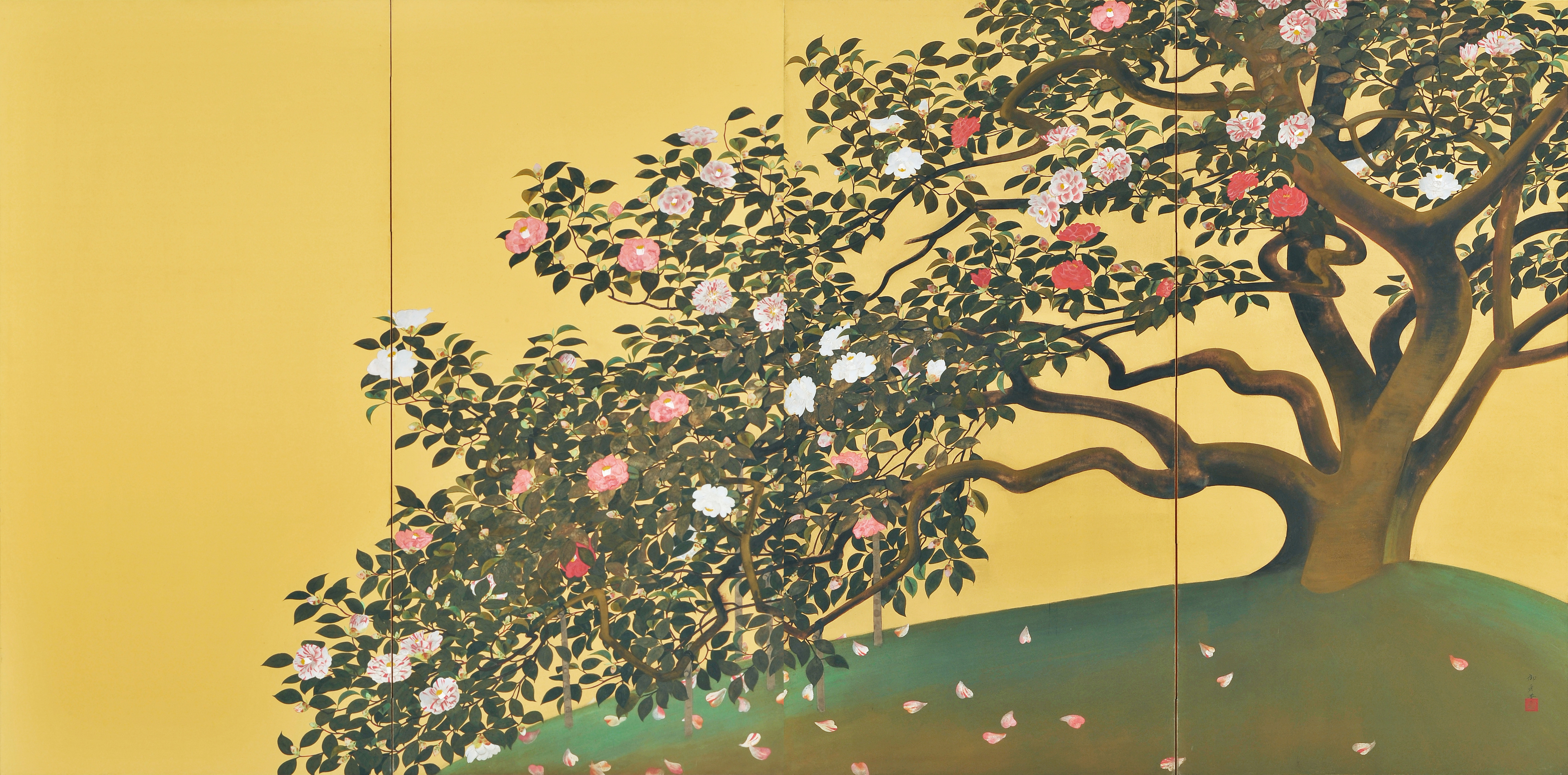
『名樹散椿』1929（昭和4）年、山種美術館

御舟は40歳の若さで没したことに加え、もともと寡作な作家であった。さらに関東大震災で多くの作品が焼失したこと、御舟が自分の気に入らない画稿や下絵を焼き捨てたことなどにより、現存作品は600点ほどといわれる。うち約120点を山種美術館が所蔵する。同美術館の御舟作品の大半は、旧安宅コレクションに由来するものである。
『京の舞妓』（1920年（大正9年）、東京国立博物館蔵）
絹本著色、軸装、152.3×101.8センチ。第7回院展に出品。舞妓の衣装の細かい文様から畳の目の一つひとつまで克明に描写した写実性が特色の作品である。発表時はその細密すぎる描写が話題となり賛否両論を招いた。横山大観はこの作品を日本画の伝統からはずれた「悪写実」と酷評し、御舟を院展から除名すべしとまで主張した。そのためか御舟はこの作品以降、人物画から長年にわたり遠ざかる。
『炎舞』（1925年（大正14年）、山種美術館蔵、重要文化財）
絹本著色、額装（もと軸装）、120.4×53.7センチ。蛾が炎に魅せられているかのように舞う、緻密な写実と幻想が融合した作品。背景の闇は黒に朱を混ぜ、礬水（どうさ）を引かずに絵具が絹面ににじむようにして描いたもので、単なる黒ではない深い闇を表現している。御舟はこの背景について「もう一度描けと言われても二度とは出せない色」だと、義兄の吉田幸三郎に語った。描かれている蛾は滞在先の軽井沢で写生したもので、いずれの蛾も真正面向きに描かれているにもかかわらず、生きて飛んでいる感じを表現している。炎の描写には、日本の伝統的な絵巻物や仏画の炎の描写の影響が指摘されている。生物に造詣の深い昭和天皇は、この画を見て「蛾の眼が生きているね」と言ったという。他に御舟が蛾を描いた作品として、『粧蛾舞戯』という作品がある（「昆虫二題」と題する双幅の作品の左幅。右幅は「葉蔭魔手」という題の蜘蛛を描いた作品）。三島由紀夫の小説『金閣寺』の新潮文庫版のカバーのデザインに起用されている。
『翠苔緑芝』（1928年（昭和3年）、山種美術館蔵）
紙本金地著色、四曲屏風一双、各172.6×362.4センチ。左隻はアジサイと白兎、右隻は琵琶と青桐に黒猫を描く。装飾的構成と単純化されたモチーフの形態には琳派や西洋画の影響が指摘される。
『名樹散椿』（1929年（昭和4年）、山種美術館蔵、重要文化財）
紙本金地著色、二曲屏風一双、各167.9×169.6センチ。京都市北区にある地蔵院の椿の老木を描いた作品。日本画の写実的な部分に、大胆にもキュビズムにも似た表現を取り入れた意欲作。背景の金地は金箔でも金泥でもなく、「撒きつぶし」という技法によるもので、金砂子（金の細粉）を一面に撒き散らしたものである。これによって光沢を抑えたフラットな金地が実現している。1977年（昭和52年）に『炎舞』と共に重要文化財に指定され、昭和の美術作品として初めての指定となった。

## 著作
- 『絵画の真生命　速水御舟画論』山種美術館編、中央公論美術出版、1996年
- 『梯子を登り返す勇気　速水御舟随筆集』平凡社ライブラリー、2024年

## 切手
速水御舟の記念切手が発行された。
- 1979年（昭和54年）「近代美術シリーズ」「炎舞」（額面50円）
- 1994年（平成6年）「文化人切手」「速水御舟」（額面80円）